# Bambuseae (revista)
Bambuseae es un libro con ilustraciones y descripciones botánicas que fue escrito por el botánico y médico austríaco Franz Josef Ruprecht y publicado en el año 1839.